# ليدورن
ليدورن (بالإنجليزية: Leidhorn)‏ هو أحد جبال سلسلة جبال الألب سيلفريتا وجزء من القمة الأم شلدفلوي يقع في كانتون غراوبوندن، سويسرا. يبلغ ارتفاع الجبل حوالي 2839 متر، بينما يبلغ ارتفاع نتوء الجبل 187 متر.